# Strużka (dopływ Błotnicy)
Strużka – struga w woj. zachodniopomorskim o długości ok. 10 km; prawobrzeżny dopływ Błotnicy. Struga łączy Błotnicę z rzeką Parsętą poprzez rów "Wielki Rów", który jest dopływem Parsęty. Granica pomiędzy zlewniami Parsęty i Strużki (dział wód między Wielkim Rowem a Strużką) biegnie między Przećminem a drogą wojewódzką nr 102.
Nazwę Strużka wprowadzono urzędowo w 1949 roku, zastępując poprzednią niemiecką nazwę strugi – Kleiner Bach.

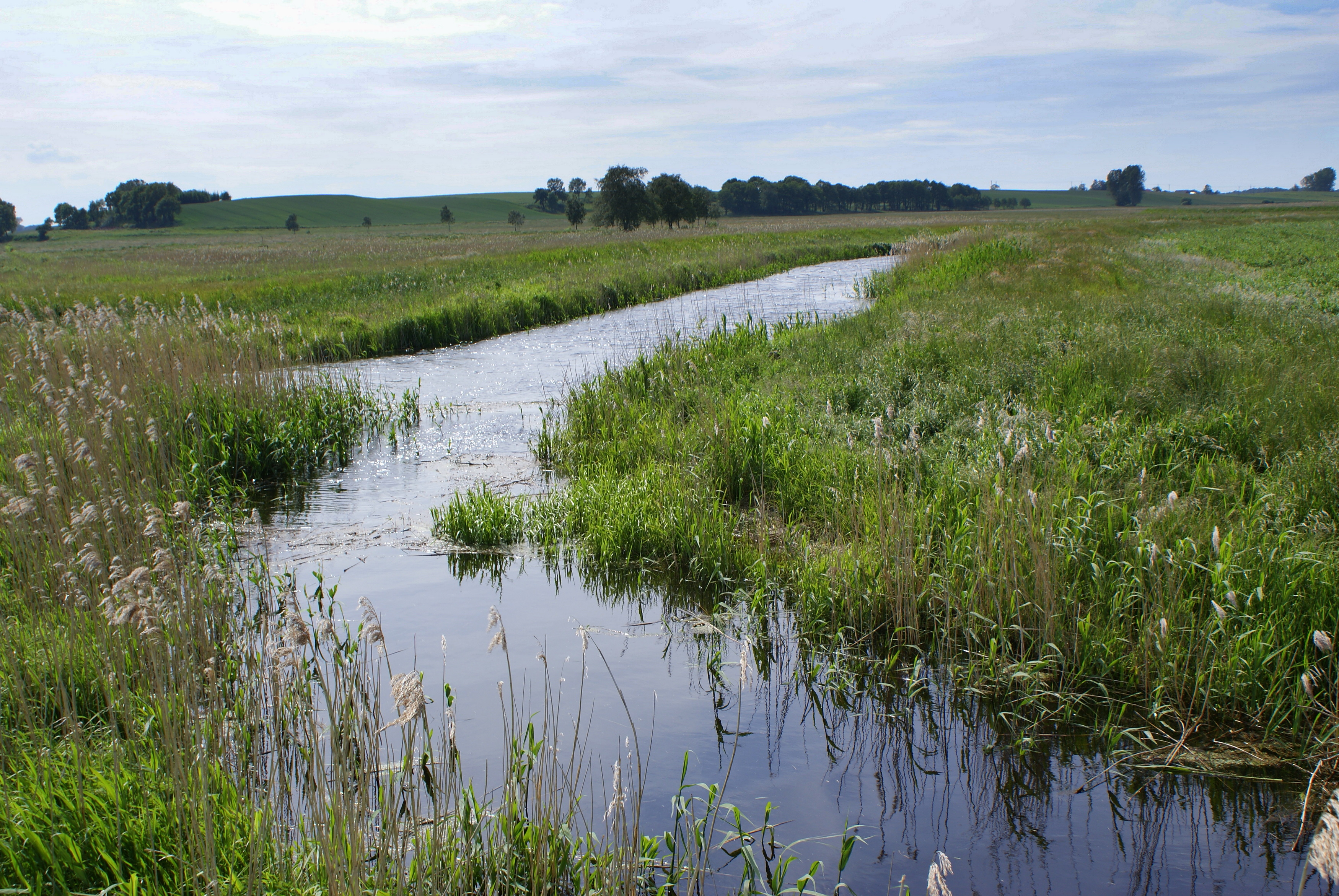
Ujście Strużki do Błotnicy